# What If?
What If? ist ein Jazzalbum von Matthew Shipp und Nate Wooley. Die am 13. Juni 2019 in den Park West Studios, Brooklyn, entstandenen Aufnahmen erschienen am 8. November 2019 auf RogueArt.

## Hintergrund
What If? ist die erste Duosession von Shipp und Wooley; die beiden hatten zuvor bei zwei Aufnahmesessions von Ivo Perelman zusammen gespielt, Philosopher’s Stone (Leo Records, 2017) und Strings 4 (Leo, 2019) mit Mat Maneri. Zwischen diesen Alben trug Shipp zu den von Wooley produzierten New American Songbooks, Volume 2 (Pleasure of Text Records, 2018) bei, einer Zusammenstellung von Klavierwerken, zu denen auch Stücke von Kris Davis, Matt Mitchell und Aruán Ortiz gehörten. Die zwölf dichten Kompositionen auf What If? stammen sämtlich von Shipp.
In den Liner Notes des Albums schrieb der 2019 verstorbene Lyriker Steve Dalachinsky:
„Was wäre, wenn die Seiten zu zahlreich wären, um sie zu zählen?
Gedankengänge kollidieren / fallen zusammen.
Die Ausgabe von zwei großen Denkern sowohl innerhalb als auch außerhalb der Musik.
Zwei einzigartige Künstler erweitern sich ständig in ihren ganz persönlichen, einzigartigen Universen.
Risiken eingehen und lieben. Dennoch bleiben Sie den Formen bei der Transformation treu.
Vielfältig. Multidirektional. Mehrdimensional.“

## Titelliste
- Matthew Shipp / Nate Wooley: What If? (RogueArt ROG-0097)[4]
  1. What If?, 5:02
  2. New Light, 4:38
  3. Plug Vortex, 3:36
  4. Points of Fractions, 3:10
  5. Ktu, 3:40
  6. The Angle, 5:05
  7. Nova Jazz, 3:37
  8. Space Junk, 6:41
  9. The Ball, 2:58
  10. Cosmic Rumble, 5:26
  11. Circular Juicefrom the Matrix, 6:37
  12. Call in Space, 4:13

## Rezeption
Nach Ansicht von Mark Corroto, der das Album in All About Jazz rezensierte, erlebe man in dieser Duosession „eine Art Schachspiel zwischen fleischbedeckten Supercomputern, bei dem jede mögliche akustische Bewegung berechnet wird.“ Wooley zeige sich als ein Meister der erweiterten Techniken, seinen neuartigen Klängen, den gutturalen Explosionen und den kratzigen Atemzügen. Er liefert einen Bewusstseinsstrom an Shipps hämmernde Akkorde auf „Ktu“ und nimmt an einer Art Wortspielaustausch teil, der auf „The Angle“ zu hören sei. In Wirklichkeit sei diese Musik das Gegenteil von künstlicher Intelligenz, wobei beide Spieler die menschlichste Form der Kommunikation zeigten, einfühlsames Zuhören.

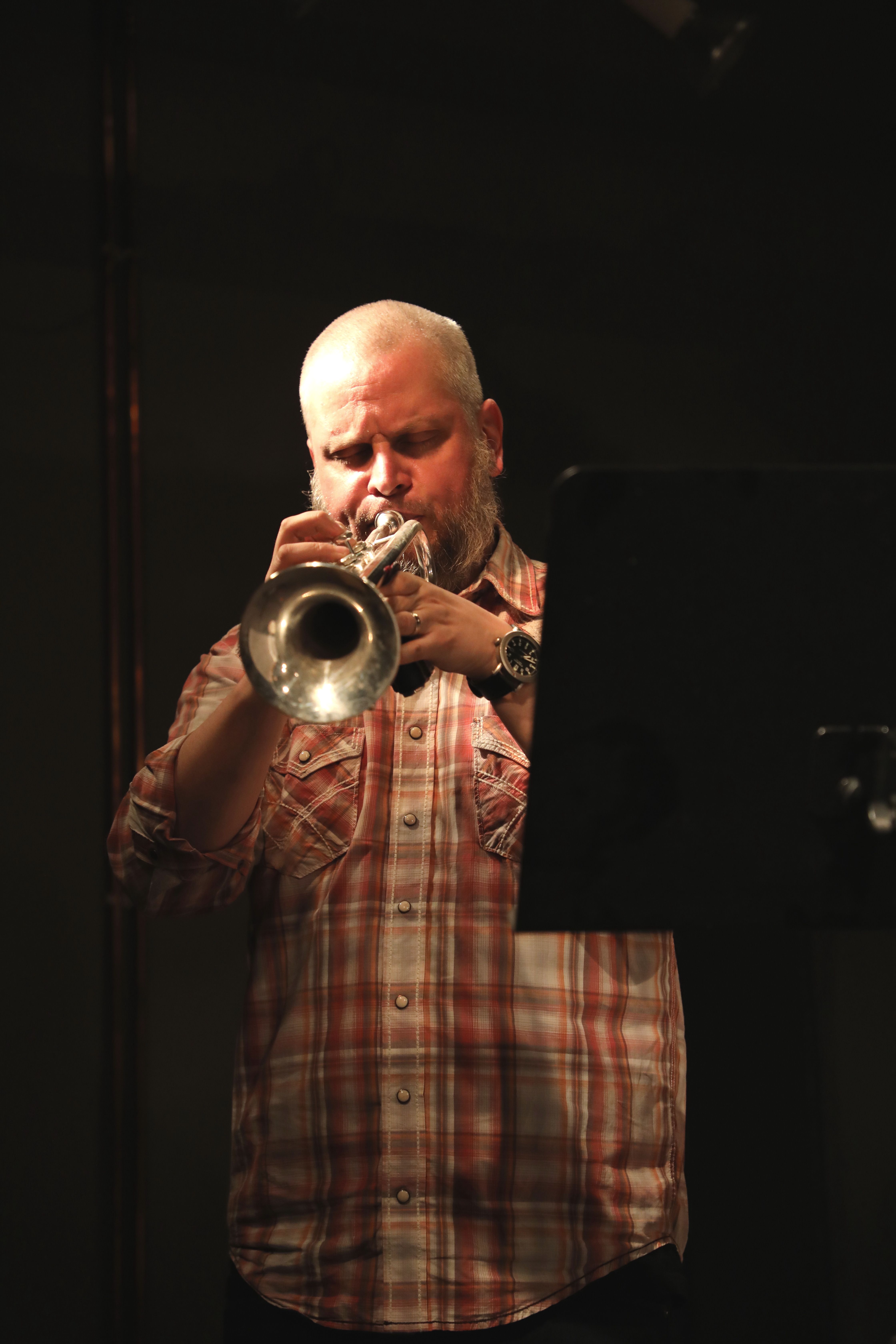
Nate Wooley mit The Fictive Five bei einem Konzert im club W71, Weikersheim

Ebenfalls in All About Jazz schrieb Karl Ackermann, das Publikum dieser beiden Künstler sei zwar darauf vorbereitet, mit dem Unerwarteten zu rechnen, doch Shipp und Wooley hätten inzwischen außergewöhnliche Spielformen entwickelt, die ihre Arbeit leicht erkennbar machten. „Shipp mischt donnernde Akkorde und entrückte Klavierfiguren mit ansprechenden Motiven. In ähnlicher Weise gibt Wooley kreischende und knurrende Geräusche ab, kann jedoch abrupt zu ätherischen Phrasen wechseln.“ Nach Ansicht Ackermanns sind Shipp und Wooley Virtuosen mit einem besonderen Talent für unbändig erfinderische Improvisationen und unkonventionelle Techniken. In diesen Stücken, resümiert der Autor, führt „Urenergie und inspirierte Offenbarung zu einer faszinierenden Reise an die Peripherie des Jazz“.
Nach Ansicht von S. Victor Aaron, der das Album in Something Else! rezensierte, zeichnen sich Shipps zwölf Musikskizzen durch Temperament und Taktik aus, und einige von ihnen würden ein Gefühl der Ruhe vermitteln. „Zwei Originalstimmen auf Klavier und Trompete ergeben zusammen eine dritte, einheitliche Originalstimme für What If?, in der Matthew Shipp und Nate Wooley in einem ungewöhnlichen Duett eine telepathische Gemeinschaft finden.“ Wir müssten uns nicht mehr fragen, resümiert Aaron, „was wäre wenn“ diese beiden sich zu einer Platte zusammengetan hätten. What If? liefere eine sehr befriedigende Antwort darauf.